# Eriocaulon sparganioides
Eriocaulon sparganioides là một loài thực vật có hoa trong họ Eriocaulaceae. Loài này được Bong. mô tả khoa học đầu tiên năm 1831.